# Jelle Zijlstra
Jelle Zijlstra (Oosterbierum, 27 agosto 1918 – Wassenaar, 23 dicembre 2001) è stato un politico olandese, Primo ministro dei Paesi Bassi dal 22 novembre 1966 al 5 aprile 1967 e Ministro delle finanze dal 22 dicembre 1958 al 24 luglio 1963..